# Zoltán Dörnyei
Zoltán Dörnyei (ur. 11 marca 1960 w Budapeszcie, zm. 10 czerwca 2022 w Nottingham) – węgierski językoznawca pracujący w Wielkiej Brytanii. 
Jego dorobek obejmuje publikacje z zakresu psychologii kształcenia i nauczania języków obcych. 
Od 1998 roku mieszkał w Wielkiej Brytanii, a w 2000 roku został zatrudniony na Nottingham University. Ostatnio piastował tamże stanowisko profesora psycholingwistyki. 

## Twórczość (wybór)
- Dörnyei, Z. (2020). Innovations and challenges in language learning motivation. London: Routledge.
- Mercer, S., Dörnyei, Z. (2020). Engaging language learners in contemporary classrooms. Cambridge: Cambridge University Press.
- Dörnyei, Z. (2020). Vision, mental imagery and the Christian life: Insights from science and Scripture. London: Routledge.
- Dörnyei, Z (2018). Progressive creation and humanity’s struggles in the Bible: A canonical narrative interpretation. Eugene, OR: Pickwick Publications.
- Dörnyei, Z., Henry, A., Muir, C. (2016). Motivational currents in language learning: Frameworks for focused interventions. New York: Routledge.
- Dörnyei. Z., Ryan, S. (2015). The psychology of the language learner revisited. New York: Routledge.
- Dörnyei. Z., MacIntyre, P., Henry, A. (red.) (2015). Motivational dynamics in language learning. Bristol: Multilingual Matters.
- Dörnyei. Z., Kubanyiova, M. (2014). Motivating students, motivating teachers: Building vision in the language classroom. Cambridge: Cambridge University Press.
- Wong, M. S., Kristjánsson, C., Dörnyei, Z. (red.). (2013). Christian faith and English language teaching and learning: Research on the interrelationship of religion and ELT. New York: Routledge.
- Dörnyei, Z. , Ushioda, E. (2011). Teaching and researching motivation (2nd ed.). Harlow: Longman.
- Dörnyei, Z. (2010). Questionnaires in second language research: Construction, administration, and processing (2nd ed.). New York: Routledge.
- Dörnyei, Z. (2009). The psychology of second language acquisition. Oxford: Oxford University Press.
- Dörnyei, Z., Ushioda, E. (red.). (2009). Motivation, language identity and the L2 self. Bristol: Multilingual Matters.
- Dörnyei, Z. (2007). Research methods in applied linguistics: Quantitative, qualitative and mixed methodologies. Oxford: Oxford University Press.
- Dörnyei, Z., Csizér, K., Németh, N. (2006). Motivation, language attitudes and globalisation: A Hungarian perspective. Clevedon, England: Multilingual Matters.
- Dörnyei, Z. (2005). The psychology of the language learner: Individual differences in second language acquisition. Mahwah, NJ: Lawrence Erlbaum.
- Dörnyei, Z., Murphey, T. (2003). Group dynamics in the language classroom. Cambridge: Cambridge University Press.
- Dörnyei, Z. (2001). Motivational strategies in the language classroom. Cambridge: Cambridge University Press.
- Ehrman, M., Dörnyei, Z. (1998). Interpersonal dynamics in second language education: The visible and invisible classroom. Thousand Oaks, CA: Sage.